# Caucho (cómic)
Caucho (Andrea Margulies) es un personaje ficticio, una mutante que aparece en los cómics publicados por Marvel Comics. El personaje apareció por primera vez en X-Treme X-Men # 20 (2003).

## Biografía ficticia del personaje

### Jeffrey Garrett
Andrea Margulies es una de las estudiantes más jóvenes en el Instituto Xavier de Aprendizaje Superior y una de los numerosos alumnos de Emma Frost. Cuando Bishop y  Sabia visitan la Mansión X durante una investigación de asesinato, Caucho y sus compañeros de estudios  Tantra,  Penumbra,  Silicio y Zach deciden jugar con los dos X-Men. Andrea intenta envolverse alrededor de Bishop, pero este se las arregla para someterla.
En el número 22 (El Arco del Cisma), Emma Frost revela que Jeffrey Garrett, un mutante que está acusado de asesinato, ha ganado su corazón. Él es la razón por la cual Bishop y Sabia fueron a la X-Mansión. Cuando vuelven de nuevo, Andrea se envolvió alrededor de Jeffrey al ser disparado por Sabia y así protegerlo. Al despertarse Jeffrey, él le dijo que corriera pero ella no lo abandonó. Cuando Tormenta y Emma llegan todos los niños se han ido. Las dos corrieron a la Sala de Peligro donde estaba Bogan. Oliver, ayudante del Sr. Bogan, que tenía a Caucho en sus brazos, se desmayó.

### Escuadrón Alfa
Después de la formación de escuadrones de entrenamiento, a Caucho se le asigna un nuevo asesor, Northstar y se le asigna en el Escuadrón Alfa, junto con su compañero de estudios Victor Borkowski. Cuando Northstar es aparentemente asesinado por Wolverine, la ex Nueva Mutante, Karma se hace cargo como asesor del grupo.

### Muerte
En el Día M Andrea pierde sus poderes y muere cuando el autobús ,que ella y otros estudiantes sin poderes, los va a llevar a sus hogares es alcanzado por un misil de las fuerzas de William Stryker.

## Poderes y habilidades
Antes de que perdiera sus poderes, Caucho tenía la habilidad de estirar su cuerpo en gran tamaño y podía absorber daño físico sin causarle heridas.